# Pomatoschistus microps
Pomatoschistus microps é uma espécie de peixe pertencente à família Gobiidae.
A autoridade científica da espécie é Krøyer, tendo sido descrita no ano de 1838.

## Portugal
Encontra-se presente em Portugal, onde é uma espécie nativa.

## Descrição
Trata-se de uma espécie de água salobra e marinha. Atinge os 6 cm de comprimento padrão, com base de indivíduos de sexo indeterminado.